# Лущек, Юзеф
Юзеф Лущек (пол. Józef Łuszczek, род. 20 мая 1955) — первый польский лыжник — чемпион мира по лыжным гонкам.

## Спортивная карьера
- Командор ордена Возрождения Польши (2024)[1]
- Офицер ордена Возрождения Польши (2009)[2].
- Чемпион мира 1978 года в Лахти на дистанции 15 км.
- Бронзовый призёр чемпионата мира 1978 года на дистанции 30 км.
- Участник Зимних Олимпийских игр 1980 года (5 место) и 1984 года (27 место).
- Лауреат премии «Лучший спортсмен Польши» 1978 года.